# Освобождение Советской Белоруссии
«Освобожде́ние Сове́тской Белору́ссии» — советский полнометражный документальный фильм о разгроме немецко-фашистских захватчиков под Витебском, Могилёвом, Бобруйском, Минском (так называемом пятом ударе Красной армии), принёсшем в августе 1944 года окончательное освобождение Белорусской ССР от сил Вермахта.
Первый публичный показ состоялся 20 февраля 1945 года в Минске; в широкий общесоюзный прокат картина вышла в июле того же года — к дням празднования 25-летия Советской Белоруссии.

## Хронология
Боевые действия частей, подразделений, фронтов советской армии, партизанских отрядов, соединений, немецкой армии. Военачальники, офицеры, солдаты советской армии, в т. ч. : Г. К. Жуков, К. К. Рокоссовский, А. М. Василевский, П. И. Батов, И. Д. Черняховский, В. Козлов. Партизаны, командиры партизанских отрядов, соединений, П. К. Пономаренко. Партизанский лагерь. Операторы: М. Сухова, О. Рейзман. Города, населённые пункты, в т. ч. г. г. Гомель, Бобруйск, Минск, Витебск, Могилёв, Бегомль. Разрушения. Жители Белоруссии во время оккупации и после освобождения. Могилы погибших. Узники лагерей смерти, Полесский концлагерь и концлагерь с. Тростянец. Немецкие войска во время оккупации, отступления. Пленные немцы. Торжественный марш партизанских частей в Минске. Салют в Москве.Аннотация Российского государственного архива кинофотодокументов
Помимо упомянутых персонажей, в картине есть эпизоды с участием командира партизанского соединения Ф. Ф. Дубровским, командующего Полоцко-Лепельским партизанским соединением В. Е. Лобанком, женщиной-танкистом М. В. Октябрьской.

## История создания
Коренной перелом в Великой Отечественной войне поставил перед национальной кинематографией
Белоруссии проблему воплощения новых реалий на экране. И в 1943 году по указанию Центрального комитета КП БССР в Москве на Центральной студии кинохроники была создана киногруппа для производства полнометражного документального фильма о дальнейшей борьбе с немецкими оккупантами (условное название — «Белоруссия»). Привлечение опытного режиссёра-игровика В. Корш-Саблина, работавшего в тот момент на Центральной объединенной киностудии в Алма-Ате, было продиктовано общей тенденцией в производстве полнометражной военной документалистики, повышении ответственности за идейно-содержательную и композиционно-драматургическую трактовку выпускаемых произведений, чуть позже оформившуюся в концепцию так называемых «десяти сталинских ударов». В проекте приказа о запуске фильма, подготовленном для Главкинохроники директором студии «Советская Беларусь» Н. Х. Коржицкой, должность главных операторов отводилась Т. Бунимовичу и И. Вейнеровичу, но впоследствии ранжирование списка кинохроникёров было отменено.
По решению Комитета по делам кинематографии при Совнаркоме СССР В. Корш-Саблин с Н. Садковичем приступили к активной работе над сценарием уже в конце 1943 года. Представленный в Главкинохронику в конце февраля 1944 года первый вариант сценария был отклонён, критике подверглась общая композиция будущего фильма и расположение материала, не учитывавшего идейно-творческую направленность картины. Авторы получили более десятка серьёзных замечаний. В своде, составленном заместителем начальника Главкинохроники режиссёром Р. Кацманом, им сообщалось о нецелесообразности переписывания сценария заново, «значительно правильнее <…> будет товарищам Корш-Саблину и Садковичу в процессе съёмок работать уже над окончательным режиссёрским планом фильма».
В мае — июне 1944 года В. Корш-Саблин получил возможность находиться в передовых частях 1-го и 2-го Белорусских фронтов, лично общался с фронтовыми операторами, а также начальником киногруппы режиссёром Ф. Киселёвым. 

Можно утверждать, что подходы к сюжетосложению будущего фильма, заключающиеся в монтажном сопоставлении неделимых монтажных единиц – фронтовых или партизанских репортажей и очерков, В. Корш-Саблин почерпнул у своего боевого коллеги. Высокообразованный и глубоко понимающий природу кинохроникального материала, режиссёр Ф. И. Киселёв оказался именно тем художником, чья консультативная и практическая помощь оказалась бесценной для фильма об освобождении Белоруссии.
— Константин Ремишевский, «Хроникальный киноэпос „Освобождение Советской Белоруссии“» 2022
Непосредственно руководить съёмками Корш-Саблину довелось в освобождённом Минске во время 30-тысячного партизанского парада 16 июля 1944 года.
…поскольку каждый фронт располагал своей киногруппой, то следует заключить, что для съёмок освобождения Белоруссии Главкинохроника сумела собрать и подтянуть очень серьёзные силы.

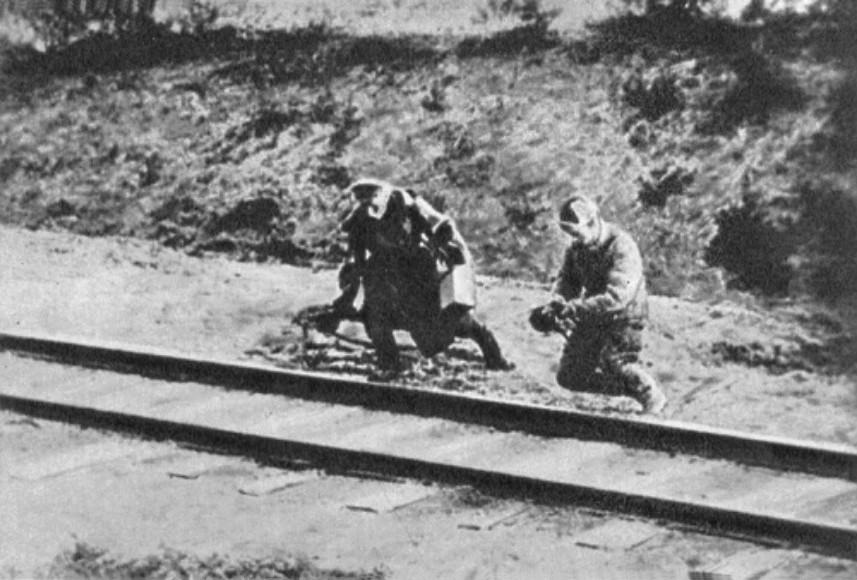
«Рельсовая война»
кадр из фильма

Фильм построен на кадрах, снятых операторами 1-го Прибалтийского, 1-го, 2-го и 3-го Белорусских фронтов и военизированных соединений Белорусских партизан. В картину также включены фрагменты немецкой кинохроники из оккупированного Минска.
Решающее заседание худсовета Центральной студии документальных фильмов по обсуждению фильма «Белоруссия» состоялось в Москве 13 декабря 1944 года. Поправки, сделанные по  ранее высказанным замечаниям, в целом вызвали одобрение, разногласия возникли из-за решения финала, — в показанной версии всё завершалось съёмками боёв в Восточной Пруссии. Члены худсовета полагали такое решение не совсем логичным. Дискуссию подытожил директор ЦСДФ С. Герасимов:

В общем, мы принципиально решим сделать фильм так: не выходить из Белоруссии, закончить парадом в Минске.
— из выступления Сергея Герасимова 13 декабря 1944
Перекомпоновка монтажной структуры фильма и соответственно написание нового варианта дикторского текста, а также озвучивание и перезапись были осуществлены за январь — первую половину февраля 1945 года, тогда же фильм получил окончательное название «Освобождение Советской Белоруссии (историческая хроника)».
По мнению старшего научного сотрудника Центра исследований белорусской культуры, языка и литературы Константина Ремишевского «указанный в титрах год выпуска, вероятнее всего, отражает не более чем первоначальные намерения студии закончить производство киноленты к концу 1944 г., в то время как работа над лентой продолжалась до мая 1945 г.». В письме маршалу Г. Жукову от 14 марта 1945 года С. Герасимов сообщает, что ЦСДФ «в настоящее время заканчивает производство большого документальный фильма, посвящённого боевому пути Белорусских фронтов и освобождению Советской Белоруссии». В общей сложности работа над фильмом продолжалась с декабря 1943 по май–июнь 1945 года.
Обновлённые редакции картины впоследствии выходили к 20-летию и 30-летию освобождения Белоруссии, соответственно в 1964 и 1974 годах.

## Создатели
- Режиссеры: Владимир Корш-Саблин, Николай Садкович

- Операторы:

| Александр Алексеев                    |
| Евгений Алексеев                      |
| Илья Аронс                            |
| Михаил Беров                          |
| Теодор Бунимович                      |
| Иосиф Вейнерович (в титрах не указан) |
| Константин Венц                       |
| Игорь Гелейн                          |
| Георгий Голубов                       |

| Юлиан Довнер      |
| Давид Ибрагимов   |
| Роман Кармен      |
| Леонид Качурьян   |
| Игорь Комаров     |
| Леонид Котляренко |
| Анатолий Крылов   |
| Ефим Лозовский    |
| Василий Мищенко   |
| Виктор Муромцев   |

| Алексей Сёмин       |
| Яков Смирнов        |
| Василий Соловьёв    |
| Авенир Софьин       |
| Евгений Мухин       |
| Иван Панов          |
| Константин Пискарёв |
| Михаил Посельский   |
| Владимир Придорогин |
| Оттилия Рейзман     |

| Мария Сухова      |
| Владимир Томберг  |
| Зиновий Фельдман  |
| Владимир Фроленко |
| Владимир Цеслюк   |
| Борис Шер         |
| Семён Школьников  |
| Давид Шоломович   |
| Виктор Штатланд   |

- Композиторы: Евгений Тикоцкий, Исаак Любан
- Звукооператор — Виталий Нестеров
- Начальники фронтовых киногрупп:

| Сергей Гуров (1-й Прибалтийский фронт)      |
| Фёдор Киселёв (1-й Белорусский фронт)       |
| Александр Медведкин (3-й Белорусский фронт) |

| Марк Трояновский (2-й Белорусский фронт)                                                          |
| Фёдор Филь (1-й Прибалтийский фронт)                                                              |
| Виктор Штатланд (руководитель отдела фронтовой кинохроники Комитета по делам кинематографии СССР) |

- Автор текста — Николай Садкович
- Текст читает — Леонид Хмара
- Ассистенты режиссёра: И. Маркелова, Г. Кумяльский, Б. Дембитский
- Шумооформитель — Е. Колосова[25], в другом варианте — Е. Колосов[26]
- Мультипликация карт: П. Соколов, Николай Воинов
- Военный консультант — генерал-майор С. П. Платонов
- Директор картины — М. Орлов

участники съёмочной группы даны согласно документу № 5520 в Российском государственном архиве кинофотодокументов, изданию «Музы в шинелях. Советская интеллигенция в годы Великой Отечественной войны» (2006), а также сайту «Музей ЦСДФ».

## Прокат и отзывы в печати
Первый публичный просмотр состоялся в Минске 20 февраля 1944 года в кинотеатре «Первый». В начале перед собравшимися выступили Николай Садкович и Евгений Тикоцкий. Первая рецензия появилась в газете «Советская Белоруссия» уже на следующий день после минского показа:

Кинооператорам удалось запечатлеть много волнующих сцен. Для картины удалось добыть редкие снимки столицы нашей республики Минска в дни временной оккупации. Три года продолжались грабежи и убийства. Три года немцы жили в Минске, как и в остальных городах и селах Белоруссии, точно на вулкане. За каждым углом ждала их смерть.
— «Советская Белоруссия» 21 февраля 1945
После начала демонстрации фильма на экранах Москвы вышла рецензия в «Вечерней Москве»:

Авторы создали больше чем документальный фильм. Это — волнующая повесть о героизме и мужестве воинов, о тяжёлых страданиях населения, стонавшего под игом оккупантов, но не покорившегося им, о подвигах белорусских партизан, о высоком организаторском мастерстве советских полководцев, осуществивших гениальный сталинский план разгрома немецко-фашистских войск.
— Мих. Белявский, «Вечерняя Москва» 10 июля 1945
По мнению авторов издания «История белорусского кино, 1924—1945», в «Освобождении Советской Белоруссии», в отличие от других неигровых лент тех лет, создателям удалось полно и убедительно показать «тяжелый ратный труд советских солдат». А политическая, историческая, социальная и художественно-эстетическая значимость картины, по мнению К. Ремишевского, никогда не подвергалась сомнению.

## Комментарии
1. ↑  В ранних, начиная с советских времён, киноведческих изданиях исследователи не упоминают об участии в проекте В. Корша-Саблина и Н. Садковича на этапе сценарной заявки[8].
2. ↑  Старший научный сотрудник Центра исследований белорусской культуры, языка и литературы Константин Ремишевский, изучив архивные документы по картине, выразил сомнение о причастности Н. Садковича к представленному в конце февраля 1944 года варианту сценария, содержащего «вопиющие лексические обороты и несовершенство стиля»[11].
3. ↑  Каких-либо иных документов о причине задержки выхода фильма в прокат не найдено. К. Ремишевский высказывает предположение, что «пролонгация монтажно-тонировочного периода была связана с вопросом о включении в фильм боевой кинохроники, снятой в июле 1944 года в западных областях Белоруссии»[20].
4. ↑  Авторство многих включённых в фильм
кадров, снятых Иосифом Вейнеровичем на Лоевском плацдарме, в ходе Гомельско-Речицкой и Калинковичско-Мозырской наступательных операций, подтверждается съёмочно-монтажными листами, из чего по мнению  Константина Ремишевского, сотрудника Центра исследований белорусской культуры, языка
и литературы «логично предположить, что причиной исключения его фамилии из титров стал конфликт с основными авторами киноленты»[24].